# Izmaruchowo
Izmaruchowo (ros. Измарухово) – wieś w Rosji, w rejonie wielikoustidzkim obwodu wołogodzkiego. W 2010 r. liczyła 48 mieszkańców.